# Giuseppe Baiocchi (giornalista)
Giuseppe Baiocchi (Milano, 5 marzo 1950 – Milano, 20 luglio 2013) è stato un giornalista italiano.

## Biografia
Si laurea in Lettere ed è assistente di Giorgio Rumi all'Università degli Studi di Milano, dove conosce il giornalista Walter Tobagi.
Comincia egli stesso a fare il giornalista. Nel 1976 lavora per un anno ad «Avvenire» e poi dal 1977 è per 22 anni al «Corriere della Sera», dove dirige la sezione Lombardia e la pagina delle Opinioni.
Dal 1999 al 2002 dirige il quotidiano leghista «la Padania», per poi collaborare con il moderato «Liberal».